# O Que É que a Baiana Tem?
O Que É que a Baiana Tem? é uma canção de Dorival Caymmi, gravada por Carmen Miranda para o filme Banana da Terra, de 1939. A letra da canção descreve a tradicional vestimenta das mulheres da Bahia, conhecidas como "baianas", que é composta por uma saia longa e rodada, brincos e balangandãs.
Foi a 13ª canção interpretada por Carmen Miranda mais tocada de julho de 2010 a março de 2015, segundo levantamento inédito feito pelo ECAD.

## Antecedentes
Dorival Caymmi chegou ao Rio de Janeiro em abril de 1938, buscando sucesso na carreira musical. Em junho do mesmo ano, fez uma apresentação na Rádio Tupi, que teve boa recepção. Na época, o produtor estadunidense Wallace Downey estava à frente da produção do filme musical Banana da Terra, no qual Carmen Miranda deveria interpretar duas canções compostas por Ary Barroso: "Na Baixa do Sapateiro" e "Boneca de Piche".
Barroso, às vésperas da filmagem, com tudo preparado, exigiu dez contos de réis de direitos autorais, o que gerou problemas com a Sonofilms, de Downey. Sem acordo entre as partes, foi necessário providenciar duas novas músicas para o filme. O compositor Almirante, então, lembrou-se de Dorival Caymmi, um jovem baiano recém-chegado ao Rio de Janeiro, e de uma de suas composições já apresentada no rádio: "O Que É Que A Baiana Tem" (na grafia original), cujo tema também era a Bahia. A produtora de Wallace Downey comprou os direitos da música e a incluiu no filme Banana da Terra.
A outra música, "Boneca de Piche", não teve uma substituição direta. Em seu lugar, Carmen Miranda e seu parceiro de cena, Almirante, cantaram "Pirolito", uma marcha de Alberto Ribeiro e João de Barro — também roteirista do filme —, com a caracterização apropriada, ou seja, pintados como negros.

## Lançamento
"O Que É que a Baiana Tem?" foi apresentada no filme Banana da Terra, que estreou nos cinemas cariocas em 10 de fevereiro de 1939. Nos Estados Unidos, Carmen Miranda gravou a canção em um disco de 78 rotações, lançado pela Odeon Records em 26 de dezembro de 1939.

## Recepção
Uma reportagem publicada no O Globo em 17 de fevereiro de 1939, dias após o lançamento do filme, destacava o sucesso da produção, afirmando que "O celuloide nacional Banana da Terra vem obtendo êxito sem precedentes na sala do Metro-Passeio. Há duas coisas, pelo menos, ótimas: a dança do Pirulito e o formidabilíssimo samba de Carmen Miranda, O Que É que a Baiana Tem?, cujo autor o programa não determina, e que é o grande, o grandíssimo samba deste ano. Se o Pirulito, apresentado por Almirante e Carmen, é uma deliciosa invenção, o samba da baiana representa algo notável, novo e expressivo".

## Referência cultural
Em 1943, Dorival Caymmi declarou sobre o samba: "Fiz pensando naquelas mulheres que se vestiam de acordo com a moda e saíam à rua para saracotear nos dias de festa. Tenho um tio antiquário e, como sempre andei fuçando velharias, descobri uma estampa velhíssima onde se viam baianas autênticas com 'balangandãs' e outros enfeites desconhecidos. Querendo divulgar como eram minhas patrícias do passado, criei a canção. Em verdade, balangandãs são uma série de pequenos fetiches negros, feitos em prata e ouro, usados pelas baianas de partido alto nas grandes festas populares da Bahia. A palavra, desenterrada pelo samba, virou quase um sinônimo de coisa nacional".
Segundo Mariza Lira, a "baiana" não é propriamente um traje típico da Bahia, muito menos do Brasil. Ninguém vê em Salvador, ou no interior do estado, mulheres usando esse traje, que sempre foi utilizado pelas negras doceiras ou vendedoras de guloseimas em tabuleiros. Elas ficaram conhecidas assim principalmente porque, ao transferirem-se para o Rio de Janeiro, para atrair fregueses, mantiveram as vestes espetaculares que usavam em Salvador, na Bahia, e por isso receberam o batismo de baianas. De qualquer forma, dentro e fora do Brasil, a baiana acabou sendo considerada um traje típico do Brasil, devido à popularização promovida por Carmen Miranda.
"Quando eu estava no Rio, quis qualificar a baiana. Fiz O Que É Que a Baiana tem? para explicar para um povo estranho ao meu o que era uma baiana"  conta o compositor.

## Outras versões
Uma das canções mais famosas de Caymmi, "O Que É Que a Baiana Tem?" não foi apenas gravada e apresentada por Carmen Miranda no filme Banana da Terra (1939). Nos Estados Unidos, a cantora incluiu a composição como um de seus números musicais na revista The Streets of Paris, apresentada na Broadway entre 1939 e 1940, e também no filme Serenata Boêmia (1944).
Diversas versões da canção foram gravadas ao longo dos anos seguintes por artistas de renome nacional, como Clara Nunes, com participação do próprio Dorival Caymmi, em 1974, entre outros.
- Hebe Camargo
- Chico Buarque
- Caetano Veloso
- Gilberto Gil
- Josephine Baker
- Marília Pêra
- Carolina Cardoso de Menezes
- Lana Bittencourt
- Ney Matogrosso
- Margareth Menezes
- Ivete Sangalo
- Rita Lee
- Daniela Mercury[14]
- Real Combo Lisbosense
- Alice Caymmi

## Legado
Em 2009, a Biblioteca do Congresso dos Estados Unidos selecionou a canção para preservação no Registro Nacional de Gravações, por considerá-la "cultural, histórica ou esteticamente significativa". Em agosto de 2016, o jornal estadunidense New York Times incluiu a canção em sua "lista dos essenciais da música brasileira".